# Brandon Crawford
Brandon Michael Crawford (Mountain View, 21 gennaio 1987) è un giocatore di baseball statunitense, interbase per i San Francisco Giants della Major League Baseball.

## Carriera

### Minor League (MiLB)
Nativo della San Francisco Bay, Crawford è nato nella cittadina di Mountain View ed è cresciuto a Pleasanton, dove ha frequentato la Foothill High School. Dopo il diploma si iscrisse all'Università della California di Los Angeles, da lì venne selezionato nel quarto turno del draft MLB 2008 dai San Francisco Giants, venendo assegnato nella classe Rookie e nella classe A-breve. Nel 2009 giocò in 108 partite della Doppia-A e in 25 della classe A-avanzata. L'anno successivo continuò nella Doppia-A.

### Major League (MLB)
Crawford debuttò nella MLB il 27 maggio 2011, al Miller Park di Milwaukee contro i Milwaukee Brewers. Concluse la stagione con 66 partite disputate nella MLB e 43 nella Minor League (29 giocate nella Tripla-A e 14 nella A-avanzata). Nel 2012 vinse le sue prime World Series e venne premiato con il Wilson Defensive Player of the Year Award.
Nel 2014 divenne per la seconda volta campione delle World Series. L'anno successivo partecipò per la prima volta all'All-Star Game e alla fine della stagione venne premiato con il Guanto d'Oro e il Silver Slugger Award.
Nel 2016 e 2017 vinse altri due Guanti d'Oro e nel 2018 venne convocato per la seconda volta per l'All-Star Game.

## Palmarès

### Club
- World Series: 2

San Francisco Giants: 2012, 2014

### Individuale
- MLB All-Star: 3

2015, 2018, 2021
- Guanti d'Oro: 4

2015-2017, 2021
- Silver Slugger Award: 1

2015
- Defensive Player of the Year: 2

2012, 2016

### Nazionale
- World Baseball Classic:  Medaglia d'Oro

Team USA: 2017